# إلجوج
إلجوج (بالإنجليزية: ElgooG)‏ هو موقع مرآة محرك البحث جوجل، حيث تكون صفحة البحث والنتائج التي يتم عرضها بالمقلوب، فيكون الحرف الأول من كل سطر موجودا على اليمين، ويتم تسمية الموقع ب«مرآة جوجل» لتقليد مصطلح المرآة الذي يستخدم في تكنولوجيا المعلوميات، التي يشير عادة إلى نسخة أو نسخة احتياطية من موقع آخر، والموقع قد أنشأته مجموعة تدعى All too Flat وبدأ في كسب الشعبية في 2002 ولم تشارك جوجل في إنشاءه.

## وصلات خارجية
- الموقع الرسمي
- الموقع الرسمي باللغة العربية